# Автошлях Т 0505
48°06′04″ пн. ш. 37°45′36″ сх. д. / 48.1010° пн. ш. 37.7600° сх. д.
Автошля́х Т 0505 — автомобільний шлях територіального значення у Донецькій області. Пролягає територією Ясинуватського району через Авдіївку — Спартак — Донецьк (Київський район). Являє собою південний виїзд із Авдіївки у напрямку північного об'їзного автошляху E50 Донецька, перетинає його шляхопроводом, проходить центральними вулицями Спартака та перетинає межу Донецька, приєднуючись до Артемівської вулиці та Київського проспекту (через Путилівський шляхопровід). Загальна довжина — 6,7 км.

## Маршрут
Автошлях проходить через такі населені пункти:
| Автошлях Т 0505     |                                    |
| Донецька область    |                                    |
| Авдіївка            | О0542 вул. Чапаєва                 |
| Ясинуватський район |                                    |
| E50М30Н20           |                                    |
| Спартак             | Аеродромна вул.                    |
| Донецьк             | Авдіївське шосе — вул. Артемівська |